# 4265 Kani
4265 Kani è un asteroide della fascia principale. Scoperto nel 1989, presenta un'orbita caratterizzata da un semiasse maggiore pari a 2,4287678 UA e da un'eccentricità di 0,2007853, inclinata di 4,35230° rispetto all'eclittica.